# Máté Kocsis
Máté Kocsis (* 6. květen 1981, Budapest) je maďarský právník, novinář, sportovní funkcionář a pravicový politik, od listopadu 2009 do dubna 2018 starosta budapešťského VIII. obvodu, od voleb 2014 poslanec Zemského sněmu, od května 2018 předseda parlamentní frakce strany Fidesz – Maďarská občanská unie.

## Biografie
Narodil se roku 1981 v Budapešti v tehdejší Maďarské lidové republice. V roce 1999 odmaturoval na protestantském Lónyay Utcai Református Gimnázium v Budapešti. Roku 2004 získal diplom v oboru právo na Katolické univerzitě Petra Pázmánye, mezi roky 2004 a 2006 studoval politologii na Budapesti Corvinus Egyetem. Od roku 2011 vyučuje právo na Katolické univerzitě Petra Pázmánye v Budapešti. V dubnu 2015 byl zvolen prezidentem Maďarské federace házené (Magyar Kézilabda Szövetség).

### Politická kariéra
Na přelomu let 1998 a 1999 byl po dobu tří měsíců členem mládežnické organizace patřící ke Straně maďarské spravedlnosti a života. V roce 2006 vstoupil do strany Fidesz – Maďarská občanská unie.
- Na podzim 2009 byl v předčasných volbách poprvé zvolen starostou budapešťského VIII. obvodu Józsefváros.
- Parlamentní volby v Maďarsku 2010: poprvé zvolen poslancem Zemského sněmu za koalici Fidesz–KDNP ve starém jednomandátovém volebním obvodu Budapest 11. OEVK.
- Komunální volby v Maďarsku 2010: podruhé zvolen starostou budapešťského VIII. obvodu Józsefváros.
- Komunální volby v Maďarsku 2014: potřetí zvolen starostou budapešťského VIII. obvodu Józsefváros.
- Parlamentní volby v Maďarsku 2018: podruhé zvolen poslancem Zemského sněmu za koalici Fidesz–KDNP v novém jednomandátovém volebním obvodu Budapest 06. OEVK. V parlamentu zvolen předsedou parlamentní frakce strany Fidesz – Maďarská občanská unie.

## Soukromý život
Hovoří maďarsky a německy. Je zakladatelem budapešťských lokálních novin Palotanegyed Újság.
Od roku 2013 je ženatý s právničkou Dr. Szilvia Márkus, se kterou má syna Kristófa (* 2014) a dceru Karolinu (* 2017).
V květnu 2015 zveřejnila Klára Ungár (LGBT politička, bývalá poslankyně za Fidesz, poté SZDSZ, dnes SZEMA) prostřednictvím Facebook informaci ve které tvrdila, že Máté Kocsis je teplý, ale svou sexuální orientaci nepřijal. Kocsis to vyvrátil komentářem Nejsem buzerant! a zažaloval političku. Prvoinstanční soud mu dal za pravdu, soud v druhé instanci sice uznal, že výrok je nepravdivý, ale poté bylo soudní jednání ukončeno, jelikož žalující strana nedoložila, jak byla tímto výrokem poškozena.